# Mucsi
Mucsi es un pueblo ubicado en el distrito de Tamási, en el condado de Tolna, Hungría.

## Superficie
Posee una superficie de 24,76 kilómetros cuadrados.

## Demografía
Hasta 2019 la población era de 407 habitantes, con una densidad de población de 16,44 habitantes por kilómetro cuadrado.